# Lundinverdediging
De Lundinverdediging is een schaakopening, genoemd naar de Zweedse schaker Erik Lundin (1904 -1988).
Dit is een variant in de schaakopening Ben-Oni met de volgende beginzetten: 1.d4 Pf6 2.c4 c5 3.d5 d6 4.Pc3 g6 5.e4 b5.
Eco-code A 56.